# Georgij Lvov
Georgij Jevgeňjevič Lvov (rusky Георгий Евгеневич Львов; 21. říjnajul./ 2. listopadu 1861greg., Drážďany, Sasko – 7. března 1925, Paříž, Francie) byl ruský kníže ze šlechtického rodu Lvovů, politik a předseda ruské prozatímní vlády v roce 1917.

## Životopis
Georgij Lvov se narodil v Drážďanech do rodiny pocházející z rodu Rurikovců. Jeho rodina se brzy přestěhovala do Alexinu. Lvov studoval na Lomonosovově univerzitě, pak pracoval ve státních službách až do roku 1893. Jeho manželkou byla hraběnka Julie Alexejevna Bobrinská (1867–1903), prapravnučka carevny Kateřiny II. a jejího milence Grigorije Orlova.

### Politika před rokem 1917
Během rusko-japonské války organizoval Lvov stávky, a po revoluci v roce 1905 se připojil k Konstituční demokratické straně. O rok později byl zvolen do Dumy a po odchodu Sergeje Witteho byl nominován na dalšího ministerského předsedu. Místo Lvova však volby vyhrál Ivan Goremykin.
V době Stolypinových reforem se zaměstnával otázkou kolonizace Sibiře. V roce 1913 byl Lvov zvolen do Moskevské městské rady, ministr vnitra Nikolaj Malkakov však tuto volbu prohlásil za neplatnou. Do vypuknutí první světové války byl Lvov předsedou organizace Zemstvo.

### Rok1917
Během únorové revoluce, která svrhla cara Mikuláše II., se Lvov stal hlavou prozatímní vlády, formálně jmenované carem jako jeho posledního zásah do politiky.
Lvovova vláda však neměla dostatečnou podporu, Lvov proto v červenci roku 1917 odstoupil ve prospěch ministra spravedlností jeho vlády Alexandra Kerenského.

### Po bolševické revoluci
Osm měsíců po svržení panovníka převzali moc v zemi bolševici pod Leninovým vedením. Po Říjnové revoluci odcestoval Lvov i s rodinou do Ťumeně, kde jej v roce 1918 zatkla nově založená sovětská tajná policie Čeka a převezla ho do Jekatěrinburgu. O tři měsíce později byl ještě s dalšími dvěma osobami (jednou z nich byl Nikolaj Dmitrijevič Golicyn, Lvovův předchůdce ve funkci carského ministerského předsedy), propuštěn s podmínkou, že neopustí město. Tuto podmínku však Lvov nedodržel a bez prodlení uprchl do Omska. Tam se mu pod ochranou Československých legií podařilo sestavit protibolševickou vzdorovládu. Jejím jménem byl poté vyslán do USA, aby zde zajistil podporu a finanční prostředky pro bílou armádu v boji proti bošelvikům.
Ještě před definitivní porážkou bílých emigroval kníže Lvov do Paříže, kde znovuzaložil Semgor, organizaci na podporu ruského exilu, kterou bolševici v Rusku roku 1919 zakázali. Za tímto účelem do Evropy převedl majetek výboru uložený u amerických bank.
Sám Georgij Jevgeňjevič Lvov žil téměř bez prostředků v Paříži, kde byl i nadále činný v ruském emigrantském hnutí až do své smrti 7. března 1925. Byl pochován na pravoslavném ruském hřbitově v Sainte-Geneviève-des-Bois nedaleko Paříže.